# موراي بار
موراي بار هو عالم وطبيب كندي، اشتهر باكتشافه جسم بار الذي يحمل اسمه مع تلميذه إوارت جورج بارترام.